# Stonnall
Stonnall är en by i Staffordshire i England. Byn är belägen 24,7 km 
från Stafford. Orten har 1 340 invånare (2015).